# Carlos de Haes
Carlos de Haes (ur. 27 stycznia 1826 w Brukseli, zm. 17 czerwca 1898 w Madrycie) – hiszpański malarz belgijskiego pochodzenia, znany z realistycznych pejzaży.
Był synem belgijskiego bankiera Arnoldusa Corneliusa de Haes, po upadku jego firmy w 1835, przeniósł się z całą rodziną do Malagi. Jego pierwszym nauczycielem malarstwa był Hiszpan Luis de La Cruz y Ríos. W latach 1850–1855 Haes ponownie przebywał w Belgii, studiując u Josepha Quinaux (1822–1895), poznając techniki stosowane w europejskim malarstwie romantycznym i realistycznym.
Po powrocie do Hiszpanii wystawiał w Madrycie, zdobywając wiele nagród i wyróżnień m.in. na Krajowej Wystawie Sztuk Pięknych. Od 1857 był profesorem Królewskiej Akademii Sztuk Pięknych św. Ferdynanda w Madrycie. Wykształcił całe pokolenie hiszpańskich pejzażystów, jego uczniami byli m.in. Aureliano de Beruete, Darío de Regoyos, Agustín Riancho, Jaime Morera, Casimiro Sainz i Ceferino Araujo Sánchez.
Carlos de Haes wykształcił własny styl oparty na realizmie, będący w opozycji do modnego w tym czasie romantyzmu. Natchnienie czerpał w czasie licznych podróży m.in. w Pireneje i Sierra de Guadarrama w Kastylii, odwiedzał i malował rzadko odwiedzane przez artystów miejsca takie jak Elche czy Majorka. Jego prace są eksponowane w muzeach w Maladze, Lleidzie i w Madrycie (Prado).

## Wybrane prace
- Picos de Europa (1860)
- Desfiladero (1876)
- Playa (1880–1885)
- Barco naufragado (1883)
- La torre de la iglesia. Cercanías de Douarnenez (1860-1880)
- Bajamar (Guetary) (1860-1880)
- Rompientes (1860-1880)
- Canal abandonado. Vriesland (1860-1880)
- Praderas (Villerville) (1860-1880)